# Tetragoneura matsutakei
Tetragoneura matsutakei är en tvåvingeart som först beskrevs av Saskai 1935.  Tetragoneura matsutakei ingår i släktet Tetragoneura och familjen svampmyggor. Inga underarter finns listade i Catalogue of Life.